# Jan Cunen
Jan Cunen (Oss, 24 februari 1884 - aldaar, 12 september 1940) was een Nederlands heemkundige en archivaris te Oss in de Nederlandse provincie Noord-Brabant.
Hij was de oudste zoon van Gerardus Cunen en Antoinetta van Poppelen, die een bekende manufacturenzaak bezaten.
Cunen volgde de lagere en middelbare school en kwam daarna in de manufacturenzaak. Hij wilde echter geestelijke worden en trad in 1906 als broeder Eugenius in bij de Trappisten van Abdij Sion te Diepenveen. Op 7 april 1908 moest hij het klooster verlaten wegens gezondheidsredenen. Hij leed namelijk aan diabetes. Herhaaldelijk trachtte hij nog in een kloosterorde te worden opgenomen, maar zijn gezondheid belette dat. In 1917 keerde hij terug naar Oss.
Opnieuw werd hij werkzaam in de manufacturenzaak, maar tegelijkertijd begon hij zich in de Osse geschiedenis te verdiepen. In 1919 schreef hij zijn eerste artikel over dit onderwerp in het blad Mooi Brabant in woord en beeld, waarna er nog vele zouden volgen. In het stadskrantje De Stad Oss verzorgde hij wekelijks een rubriek: Uit de geschiedenis van Oss en omgeving.
In 1928 begon hij met het ordenen van het Osse gemeentearchief en in 1929 startte hij bij het Rijksarchief in 's-Hertogenbosch met een opleiding tot archivaris, welke hij in 1934 afrondde. Hierna werd hij gemeentearchivaris in Oss. In 1932 reeds was het boek De Geschiedenis van Oss verschenen, waarin hij als eerste de geschiedenis van zijn stad beschreef.
In 1933 werd bij de aanleg van een woonwagenkamp op de Osse Heide een grafheuvel aangesneden. Dit was het zogenaamde Vorstengraf dat onder meer een ijzeren zwaard bevatte dat tegenwoordig in Nederland het begin van de IJzertijd markeert. Cunen had ooit het volksverhaal opgetekend dat vermeldt dat op de heide een vorst begraven moet zijn.
Een aantal vondsten uit dit graf vormden de basis van een oudheidkundige collectie en in 1934 werd een museum ingericht, dat op 24 november 1935 voor het publiek werd geopend.
Door zijn zwakke gezondheid (insuline was nog maar op beperkte schaal toepasbaar) stierf hij op betrekkelijk jonge leeftijd in 1940. Het museum werd na de oorlog op 28 juli 1949 heropend en kreeg de naam Museum Jan Cunen.